# Ingegnere chimico
Nell'ambito dell'ingegneria, un ingegnere chimico è un professionista che opera principalmente nell'industria chimica per trasformare le materie prime in una vasta gamma di prodotti, raggiungendo tale scopo attraverso la progettazione e la gestione degli impianti e delle apparecchiature. In altre parole, un ingegnere chimico applica i principi dell'ingegneria chimica per svolgere diverse applicazioni pratiche, tra cui:
- progettazione, costruzione e gestione degli impianti e delle macchine nell'industria chimica e processi correlati (ingegnere chimico di processo);
- sviluppo di materiali nuovi o adattati nell'ambito della produzione alimentare, cosmetica, farmaceutica e in altri ambiti produttivi (ingegnere chimico di prodotto);
- sviluppo di nuove tecnologie (quali ad esempio: pile a combustibile, tecnologia a idrogeno e nanotecnologia) e impegno in ambiti più o meno correlati con l'ingegneria chimica (quali: scienza dei materiali, ingegneria dei polimeri e ingegneria biomedica).

## Storia

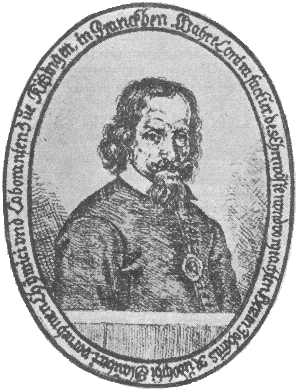
Ritratto di Johann Rudolf Glauber.

Nel 1951 il presidente dell'Institution of Chemical Engineers cita Edward Charles Howard (1774-1816) come il primo ingegnere chimico importante della storia, mentre altri attribuiscono tale appellativo a Johann Rudolf Glauber (1604–1670) per il suo lavoro sulla produzione di acidi.
Il termine "ingegnere chimico" appare per la prima volta nel 1839, sebbene dal contesto sembri indicare un ingegnere meccanico impegnato nel campo dell'industria chimica. Nel 1880 George E. Davis scrisse in una lettera per Chemical News:
"Un ingegnere chimico è una persona che possiede conoscenza chimiche e meccaniche e che applica tali conoscenze per l'utilizzo di un'azione chimica in scala industriale".
Egli propose il nome "Society of Chemical Engineers", che si concretizzò nella Society of Chemical Industry. Al primo incontro generale di tale società, che si realizzò nel 1882, parteciparono 300 membri, dei quali 15 si dichiararono "ingegneri chimici".
Nel 1905 prese le stampe negli USA una pubblicazione chiamata "The Chemical Engineer" e nel 1908 nacque l'American Institute of Chemical Engineers.
Nel 1924 l'Institution of Chemical Engineers adottò la seguente definizione:
"Un ingegnere chimico è un professionista esperto nella progettazione, costruzione e gestione di impianti e opere nei quali la materia subisce un cambiamento di stato e composizione." (The first female member joined in 1942.)
Da tale definizione è evidente che tale professione non è relegata all'industria chimica, ma più in generale all'industria di processo o ad altri campi in cui sono coinvolte complesse trasformazioni chimiche e/o fisiche.

## Campi di attività
Da un punto di vista storico, l'ingegnere chimico opera principalmente nell'ambito dell'ingegneria di processo, che può essere suddivisa in due settori complementari: l'ingegneria delle reazioni chimiche e i processi di separazione. L'ingegneria chimica moderna si è evoluta includendo lo sviluppo e la produzione di una vasta gamma di prodotti, tra cui materiali nell'ambito aerospaziale, biomedico, elettronico, ambientale e militare. Alcuni esempi sono: fibre ultra-resistenti, adesivi e compositi per veicoli, materiali biocompatibili per protesi, gel per applicazioni mediche e prodotti farmaceutici. L'ingegneria chimica è inoltre strettamente correlata con la biologia e l'ingegneria biomedica, per cui molti ingegneri chimici lavorano nell'ambito di progetti sullo studio delle proteine e sulla mappatura del genoma umano.

## Dati statistici
Il Dipartimento del lavoro degli USA ha stimato per il 2008 un numero di ingegneri chimici pari a 31.000.
In accordo all'American Institution of Chemical Engineers (AIChE), il salario mediano di un ingegnere chimico nel 2011 era pari a 110.000 dollari, mentre un'indagine nel Regno Unito del 2006 svolta dall'Institution of Chemical Engineers riporta un salario medio pari a 53.000 sterline e un salario iniziale per i neolaureati pari a 24.000 sterline. In un'altra indagine statistica, gli ingegneri chimici sono risultati essere i neolaureati più retribuiti.
Sebbene nel 2009 solo il 17,1% degli ingegneri chimici erano donne, si attende nei prossimi anni un aumento di tale percentuale come conseguenza del crescente numero di studentesse iscritte nel campo dell'ingegneria chimica.